# Mentha dalmatica
Mentha dalmatica là một loài thực vật có hoa trong họ Hoa môi. Loài này được Tausch mô tả khoa học đầu tiên năm 1828.